# Frédéric Kuhn
Frédéric Kuhn (né le 10 juillet 1968 à Gennevilliers) est un athlète français, spécialiste du lancer du marteau.

## Biographie
Il se classe troisième des Jeux de la Francophonie de 1989 et deuxième des Jeux de la Francophonie de 1994.
Il remporte deux titres de champion de France du lancer du marteau, en 1988 et 1989, ainsi que cinq titres de champion de France en salle du lancer du marteau lourd, de 1989 à 1993.

## Palmarès
- Championnats de France d'athlétisme :
  - vainqueur du lancer du marteau en 1988 et 1989.
- Championnats de France d'athlétisme en salle :
  - vainqueur du lancer du marteau lourd en 1989, 1990, 1991, 1992 et 1993.

### Records
| Épreuve           | Performance | Lieu   | Date        |
| ----------------- | ----------- | ------ | ----------- |
| Lancer du marteau | 76,80 m     | Angers | 30 mai 1992 |